# تراکنش الکترونیکی
تراکنش الکترونیکی یا مبادلهٔ الکترونیکی (انگلیسی: Electronic funds transfer) خریدوفروش کالا و خدمات و انتقال پول از طریق سامانه‌های الکترونیکی به‌ویژه با استفاده از اینترنت است.